# NGC 203
NGC 203 es una galaxia lenticular localizada en la constelación de Piscis. Tiene doble entrada en el Nuevo Catálogo General, por ello, tanto NGC 203 como NGC 211 se refieren a ella.